# Hazecha von Ballenstedt

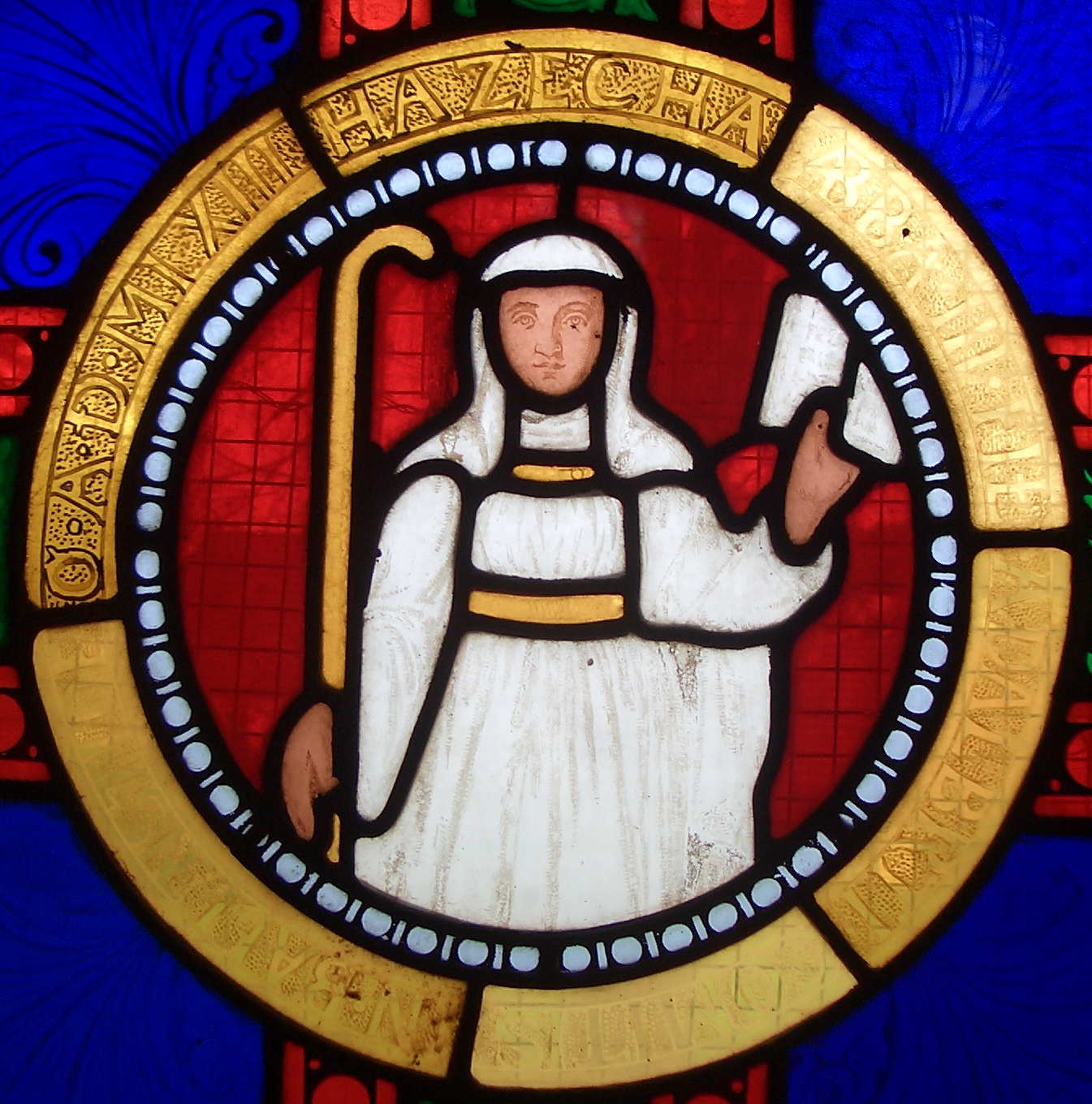
Äbtissin Hazecha von Ballenstedt

Hazecha (Hacecha) von Ballenstedt war mindestens von 1044 bis 1046 die 3. Äbtissin des freien weltlichen Stiftes Gernrode und Frose. Sie war die Nachfolgerin von Äbtissin Adelheid I. Unter ihrer Herrschaft konnte das Stift seinen Besitz durch Schenkungen enorm vergrößern.

## Leben
Hazecha war die Tochter von Adalbert I. von Ballenstedt und Hidda von der sächsischen Ostmark. Sie hatte noch 4 Geschwister: Esico von Ballenstedt, Uta von Ballenstedt, welche mit Ekkehard II. von Meißen verheiratet war, sowie Dietrich Propst zu Ballenstedt und Ludolf Mönch zu Corvey. Ihr Bruder Esico gilt als Stammvater der Askanier. Sein Urenkel war Albrecht der Bär und ist der erste urkundlich nachweisbare Schutzvogt des Stiftes Gernrode. Von diesem Zeitpunkt an bis zur Auflösung des Stiftes hatten die Askanier die Schutzvogtei inne.
Nach den Annales Gernrodensis des Chronisten Andreas Popperodt aus dem 16. Jahrhundert hat sie das Amt der Äbtissin 19 Jahre innegehabt. Allerdings ist Hazecha nur aus zwei Königsurkunden von 1044 und 1046 bekannt.
Im Jahr 1044 scheint sie die Zustimmung des Königs Heinrich III. zu ihrer Wahl eingeholt zu haben, da er im selben Jahr dem Stift ein weitreichendes Privileg in Goslar erteilte in dem ihr Name als Äbtissin genannt wird.
Das Stift Gernrode erhielt von ihrem Schwager, dem Markgrafen Ekkehard II. von Meißen, vor seinem Tod eine beträchtliche Schenkung, da seine Ehe mit ihrer Schwester Uta kinderlos geblieben war. Diese Schenkung wurde durch König Heinrich III. am 19. Februar 1046 bestätigt. Die Schenkung umfasste Güter in Gundersleve, einer Wüstung bei Wegeleben, Westerhausen, wo das Stift bereits einige Güter besaß, in Mordorf sowie in Richbrechtigerode, beides Wüstungen bei Blankenburg, Wendhusen, heute ein Ortsteil von Thale, und Egihardingerode sowie in Dorbonrod, Wüstungen, deren Lage unbekannt ist.

## Weblink
- Dokumentation der Ausstellung SchleierHaft